# John Lueftner

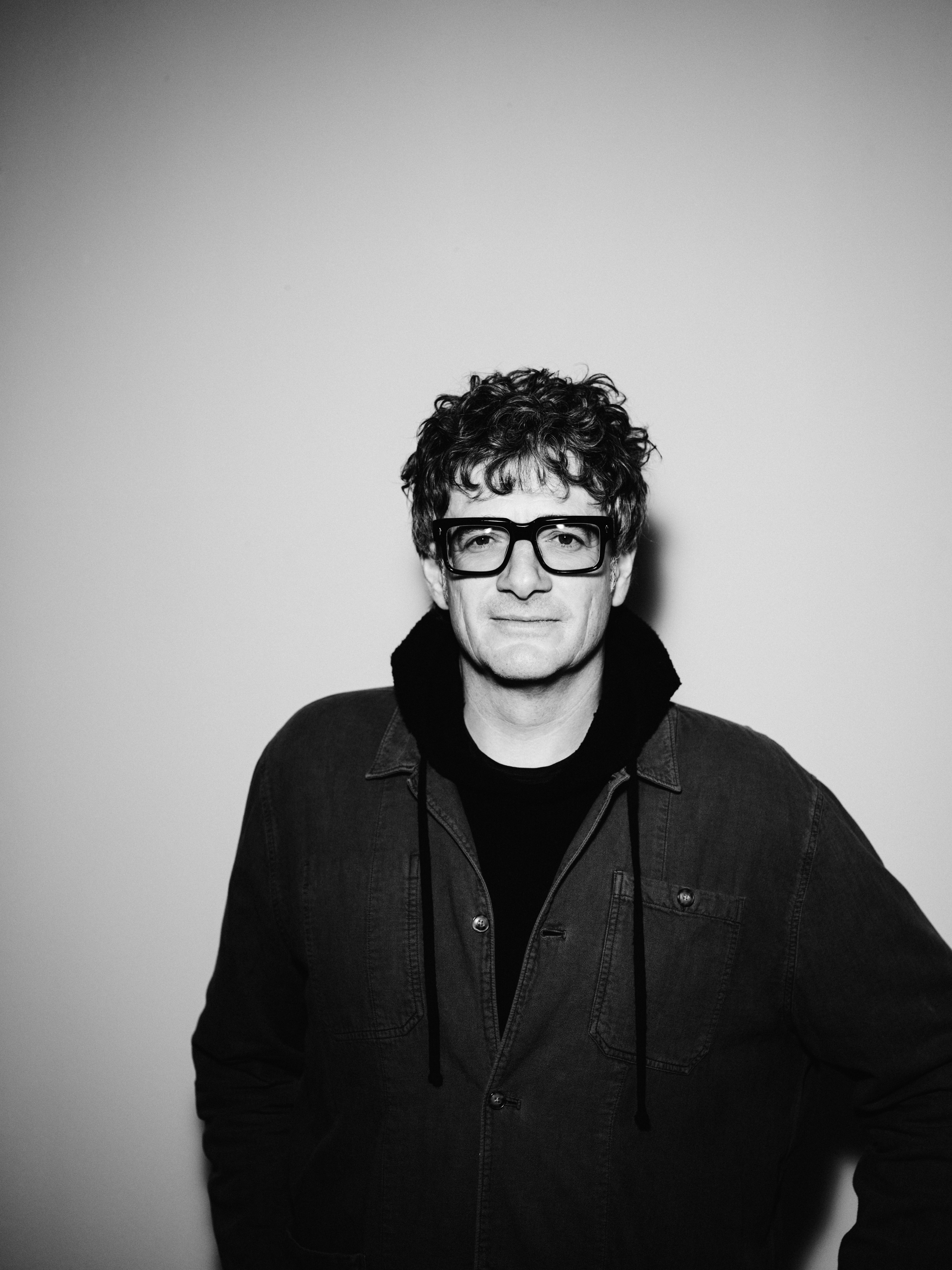
John Lueftner by Ingo Petramer

John Michael Lueftner (geb. am 17. März 1969 in Wien) ist ein österreichischer Filmproduzent und geschäftsführender Gesellschafter der Firma Superfilm.

## Leben
Seit vielen Jahren in der Filmbranche tätig, wurde John Lueftner 1995 ausführender Produzent der Filmhaus Wien Universal GmbH. Im Anschluss daran führte er die beiden Unternehmen Neue Sentimental Werbefilm GmbH und Neue Sentimental Film Entertainment GmbH.
2006 gründete John Lueftner gemeinsam mit David Schalko die Firma Superfilm Filmproduktions GmbH und ist seither geschäftsführender Gesellschafter. 2016 gründeten sie eine Niederlassung in München.
John Lueftner ist Präsident des AAFP (Association of Austrian Filmproducers).

## Auszeichnungen
- 2003: Österreichischer Fernsehpreis (Goldene Romy) Innovativstes Programmkonzept für Sendung ohne Namen
- 2004: Österreichischer Fernsehpreis (Goldene Romy) Produzent des Jahres
- 2009: Österreichischer Fernsehpreis (Goldene Romy) Beste Fernsehdokumentation für Wunder von Wien
- 2013: Österreichischer Fernsehpreis (Goldene Romy) Spezialpreis der Jury für Braunschlag

## Filmographie: (Auszug)

### Formate
- 2002: Sendung ohne Namen (Unterhaltungssendung im Rahmen der Donnerstag Nacht-Programmschiene des ORF)
- 2004: Sunshine Airlines (Kultursendung)
- seit 2007: Willkommen Österreich (Late-Night-Show | ORF)
- seit 2016: Ringlstetter (Personality-Show | BR Fernsehen)
- seit 2020: Club 1[2]

### Kurzfilme
- 2006: Heaven (Folge der Fernsehfilmserie 8 × 45, 45 min)
- 2007: Dad’s Dead (Werbefilm, 40 min)

### Kinospielfilme
- 2010: Sennentuntschi
- 2011: OneWayTrip3D
- 2018: Zauberer

### Fernsehfilme
- 2008: Das Wunder von Wien: Wir sind Europameister
- 2010: Aufschneider
- 2012: Tatort: Ausgelöscht
- 2013: Tatort: Angezählt
- 2016: Tatort: Die Kunst des Krieges
- 2016: Landkrimi – Höhenstraße
- 2018: Landkrimi – Achterbahn
- 2019: Landkrimi – Das letzte Problem
- 2020: Tatort: Unten
- 2021: Stadtkomödie – Die Unschuldsvermutung
- 2022: Landkrimi – Der Schutzengel
- 2023: Landkrimi – Das Schweigen der Esel

### Serien
- 2012: Braunschlag
- 2015: Altes Geld
- 2019: M – Eine Stadt sucht einen Mörder
- 2021: Ich und die Anderen
- 2024: School of Champions
- 2024: Kafka